# Сельвесборг
Сельвесборг (швед. Solvesborg) — місто в лені Блекінге, Швеція, адміністративний центр комуни Сельвесборг.
Населення — 8 972 чоловік.

## Розташування
Сельвесборг розташований на півдні Швеції, у лені Блекінге, на березі Сельвесборзької затоки.

## Історія
Вперше назва Сельвесборг зустрічається у 1343 році, хоча це відносилось до заску, що знаходиться поруч. Місто згадується вперше у 1445 році, коли були підтверджені його привілеї.
Під час шведсько-данської війни місто кілька разів було зруйноване. Протягом більшої частини середньовіччя, аж до середини 1600-х років місто було адміністративним центром у східній частині Данії.
Велика пожежа 1801 року знищила майже весь центр міста.

## Транспорт
Через Сельвесборг проходить залізниця, що з'єднує Карлскруну та Мальме та Європейський маршрут E22.
У 2012 було відкрито новий пішохідний міст довжиною 756 метрів, що з'єднує новий район житловий район Люнгавікен з містом та островом Канінхольмен.

## Галерея

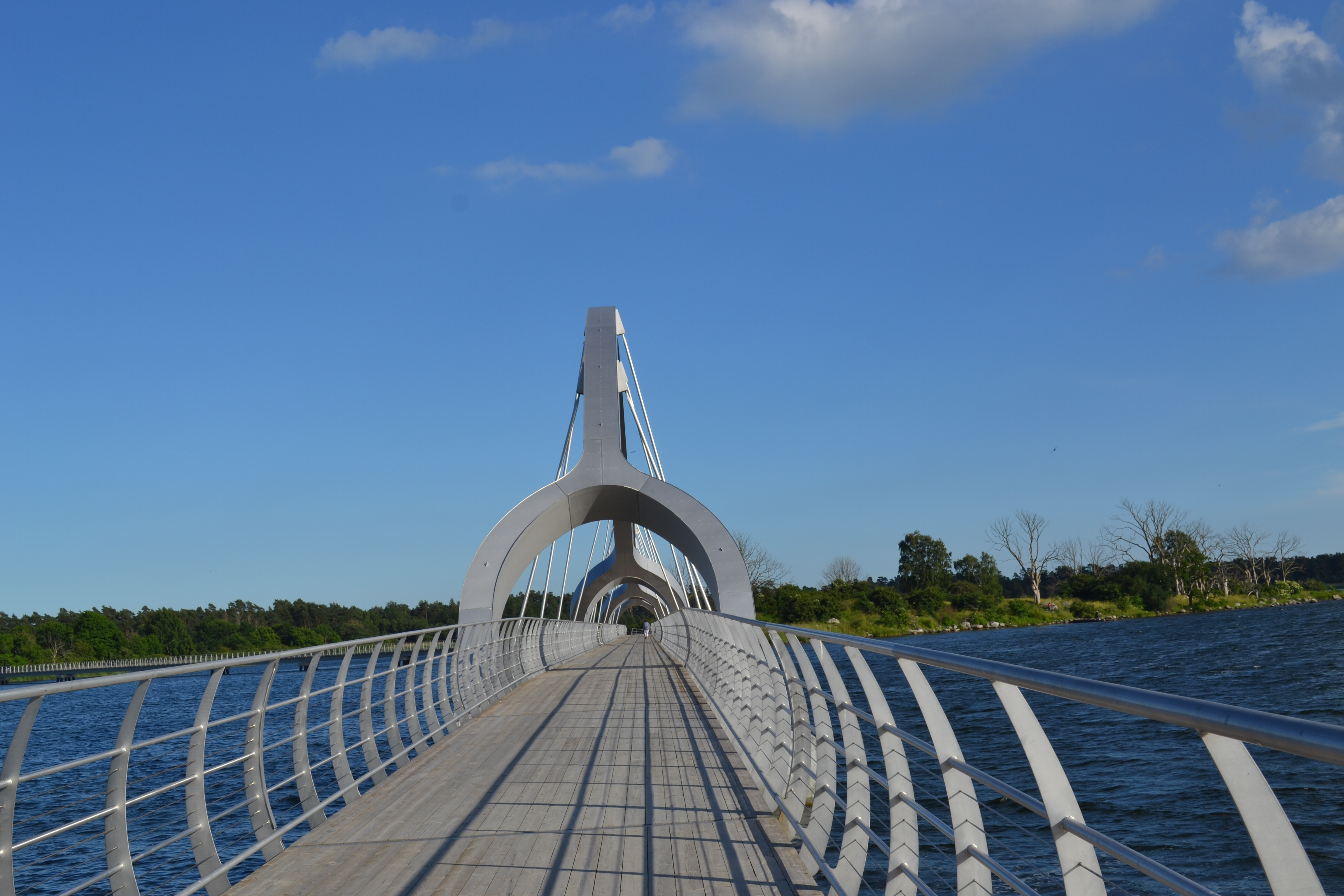
Пішохідний міст
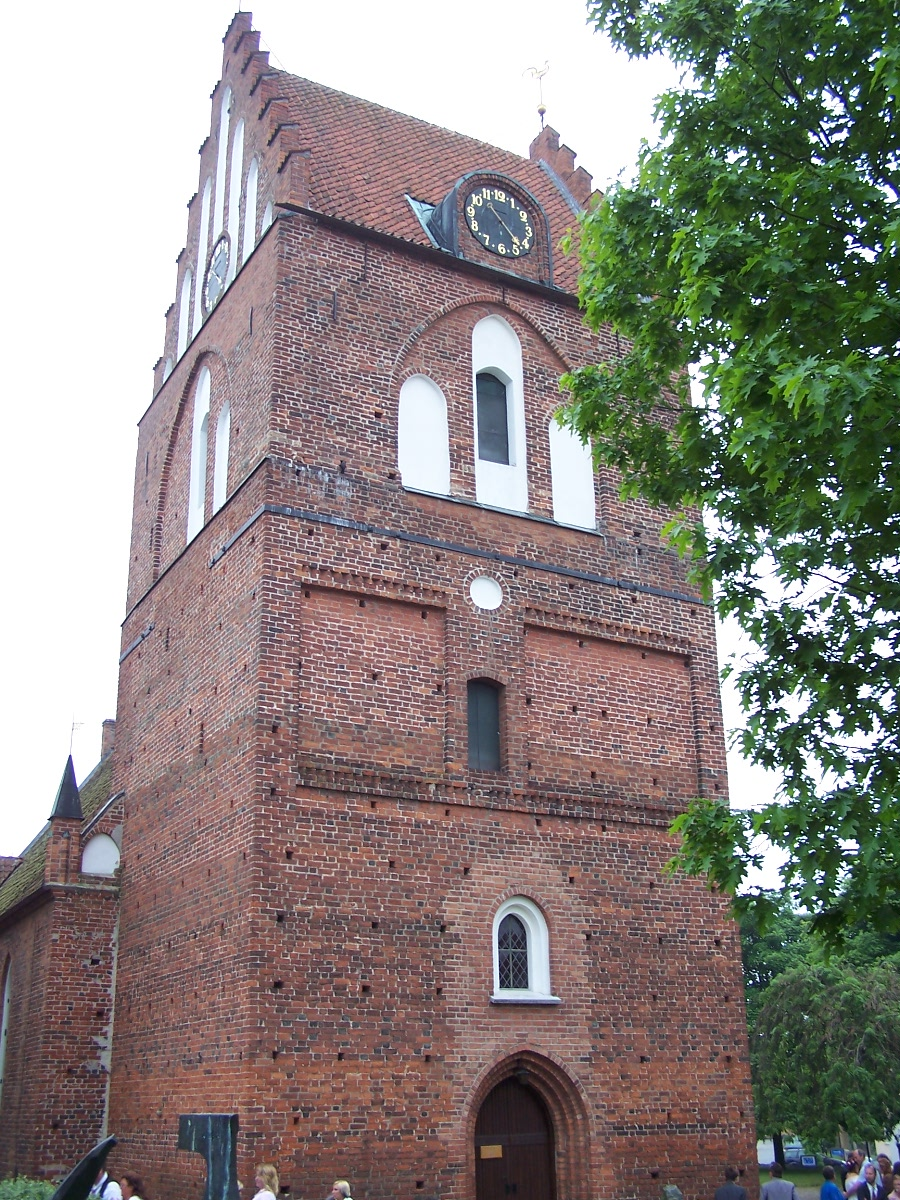
Церква святого Миколая
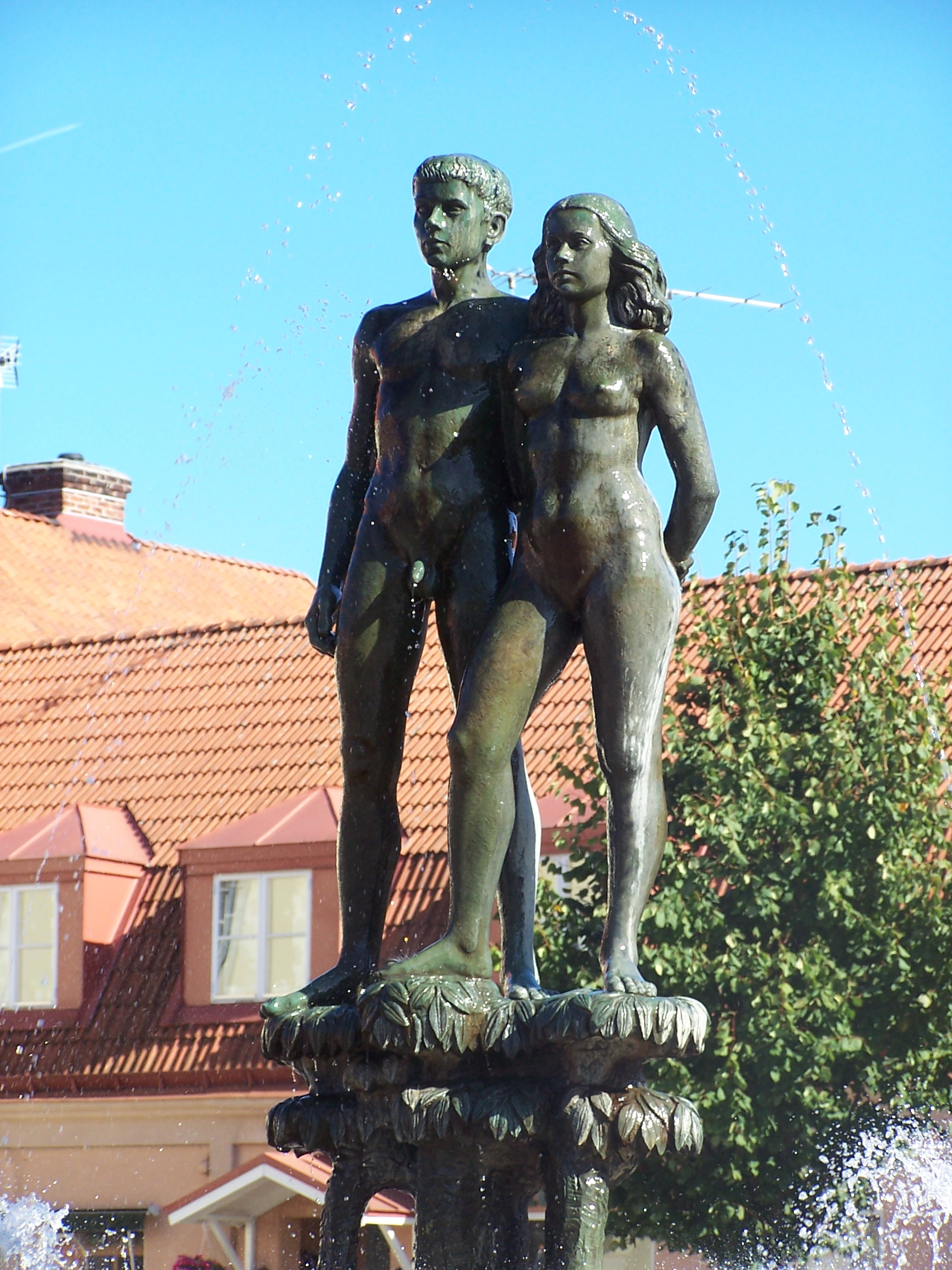
Статуя на головній площі
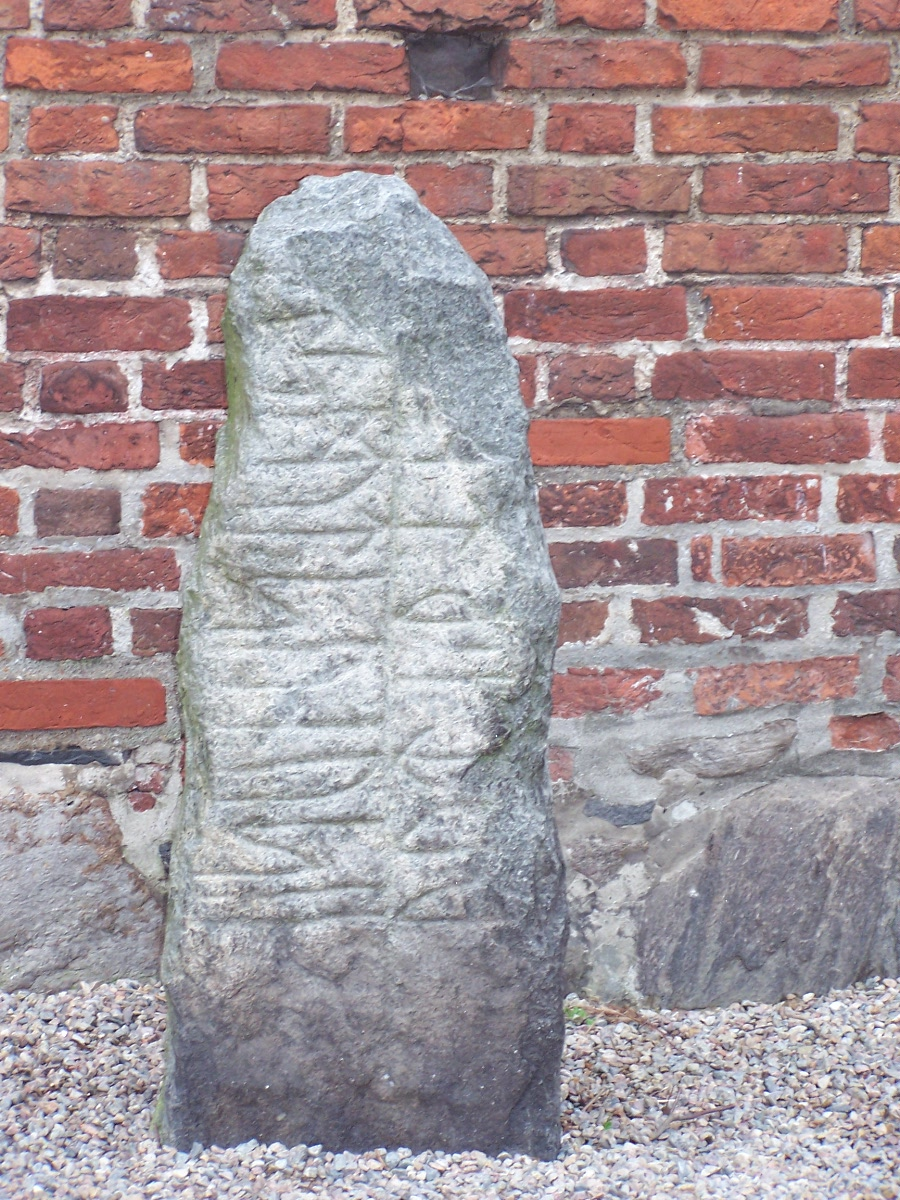
Рунний камінь біля церкви